# Ерміда (Сертан)
Ерміда (порт. Ermida; МФА: [iɾ.ˈmi.dɐ]) — парафія в Португалії, у муніципалітеті Сертан. Розташована в східній частині країни, на теренах історичної португальської провінції Бейра. Входить до складу округу Каштелу-Бранку. За адміністративним поділом, чинним до 1976 року, терени парафії були складовою провінції Нижня Бейра. Належить до Порталегрівсько-Каштелу-Бранківської діоцезії Католицької церкви. Патрон — Діва Марія. Площа — 26,6209 км². Населення — 218 ос. (2011). Слабо урбанізований регіон. Густота населення — 8,19 осіб/км²
. Код — 050906.

## Населення
| Кількість мешканців | Кількість мешканців | Кількість мешканців | Кількість мешканців | Кількість мешканців | Кількість мешканців | Кількість мешканців | Кількість мешканців | Кількість мешканців | Кількість мешканців | Кількість мешканців | Кількість мешканців | Кількість мешканців | Кількість мешканців | Кількість мешканців |
| ------------------- | ------------------- | ------------------- | ------------------- | ------------------- | ------------------- | ------------------- | ------------------- | ------------------- | ------------------- | ------------------- | ------------------- | ------------------- | ------------------- | ------------------- |
| 1864                | 1878                | 1890                | 1900                | 1911                | 1920                | 1930                | 1940                | 1950                | 1960                | 1970                | 1981                | 1991                | 2001                | 2011                |
| 493                 | 458                 | 475                 | 531                 | 504                 | 603                 | 575                 | 719                 | 773                 | 772                 | 519                 | 531                 | 478                 | 301                 | 218                 |